# Wola Uhruska (gmina)
Pour les articles homonymes, voir Wola Uhruska.
Wola Uhruska est une gmina rurale (gmina wiejska) du powiat de Włodawa, dans la Voïvodie de Lublin, dans l'est de la Pologne, à la frontière avec l'Ukraine.
Son siège administratif (chef-lieu) est le village de Wola Uhruska, qui se situe environ 27 kilomètres (km) au sud de Włodawa (siège du powiat) et 75 kilomètres à l'est de la capitale régionale Lublin (siège de la voïvodie).
La gmina couvre une superficie de 150,86 km2 pour une population de 4 170 habitants en 2006.

## Histoire
De 1975 à 1998, la gmina est attachée administrativement à l'ancienne voïvodie de Biała Podlaska.

Depuis 1999, elle fait partie de la nouvelle voïvodie de Lublin.

## Géographie
La gmina inclut les villages (sołectwa) de:

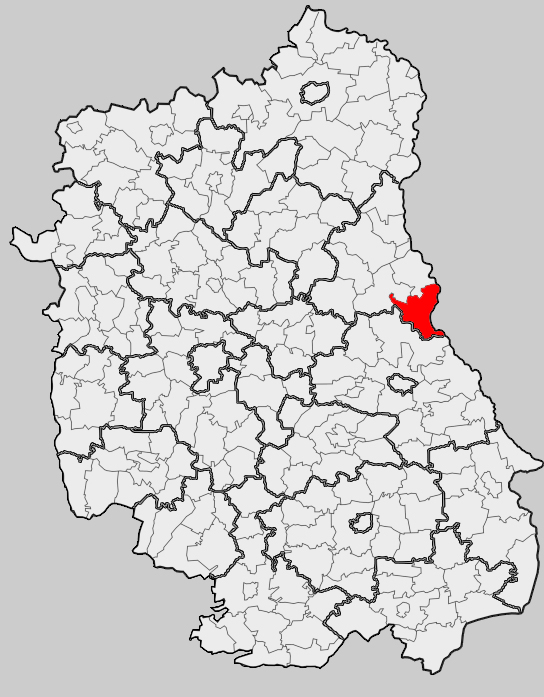
Position de la gmina dans la voïvodie

- Bytyń
- Huta
- Józefów
- Kosyń
- Łan
- Macoszyn Duży
- Majdan Stuleński
- Małoziemce
- Mszanka
- Mszanna
- Mszanna-Kolonia
- Nadbużanka
- Piaski
- Piaski Uhruskie
- Potoki
- Przymiarki
- Siedliszcze
- Sołtysy
- Stanisławów
- Stare Stulno
- Stulno
- Uhrusk
- Wola Uhruska
- Zagóra
- Zastawie
- Zbereże

### Gminy voisines
La gmina de Wola Uhruska est voisine des gminy de
- Hańsk
- Ruda-Huta
- Sawin
- Włodawa

Elle est également frontalière de l'Ukraine.

## Structure du terrain
D'après les données de 2002, la superficie de la commune de Wola Uhruska est de 150,86 kilomètres carrés, répartis comme telle :
- terres agricoles : 49%
- forêts : 38%

La commune représente 12,01% de la superficie du powiat.

## Démographie
Données du 30 juin 2004:
| Description        | Total  | Total | Femmes | Femmes | Hommes | Hommes |
| ------------------ | ------ | ----- | ------ | ------ | ------ | ------ |
| Unité              | Nombre | %     | Nombre | %      | Nombre | %      |
| Population         | 4 223  | 100   | 2 156  | 51,1   | 2 067  | 48,9   |
| Densité (hab./km²) | 28     | 28    | 14,3   | 14,3   | 13,7   | 13,7   |